# (72928) 2002 AD5
2002 أي دي 5 (ويعرف أيضًا باسم (72928) 2002 أي دي 5 وفق تسمية الكوكب الصغير) (بالإنجليزية: 2002 AD5)‏ هو كويكب ضمن حزام الكويكبات؛ وترتيبه 72928 من حيث الاكتشاف.
اكتُشف هذا الجُرم الفلكي بواسطة James M. Roe ‏ في 8 يناير 2002.

## وصلات خارجية
- (72928) 2002 AD5 في قاعدة بيانات مختبر الدفع النفاث لأجرام النظام الشمسي الصغيرة

- الاكتشاف · مخطط المدار ·  العناصر المدارية · المعلمات المادية

- (72928) 2002 AD5 على موقع ويكي سكاي: DSS2, SDSS, GALEX, IRAS, Hydrogen α, X-Ray, Astrophoto, Sky Map, Articles and images